# Dodekaedran
Dodekaedran – związek chemiczny z grupy węglowodorów. Jest to węglowodór platoński o kształcie dwunastościanu foremnego (dodekaedru) o wzorze sumarycznym C
20H
20. Został uzyskany po raz pierwszy w 1982 roku przez zespół Leo Paquette’a z Ohio State University.